# Ménamba I
Ménamba I è un comune rurale del Mali facente parte del circondario di Yorosso, nella regione di Sikasso.
Il comune è composto da 9 nuclei abitati:
- Bambélekono
- Darkan
- Diokouna
- Menamba I
- Menamba II
- Nièssoumana
- Sièla
- Sogoba
- Yacrissoum